# Walter Davis (Leichtathlet)

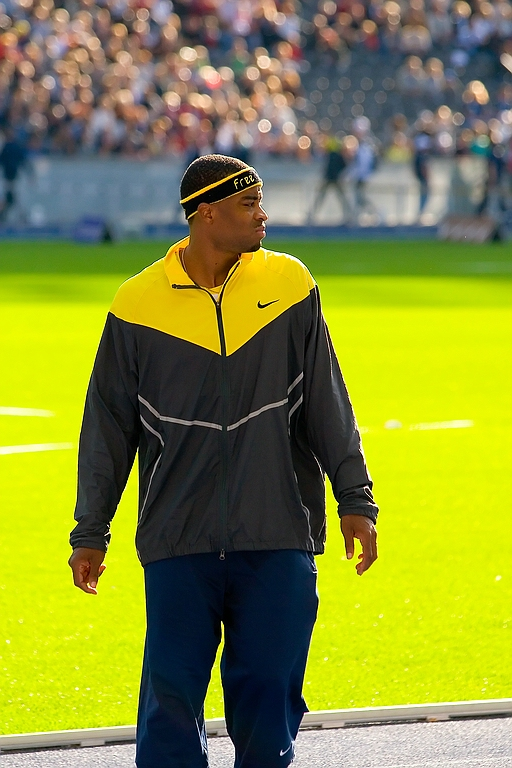
Walter Davis beim ISTAF Berlin 2007

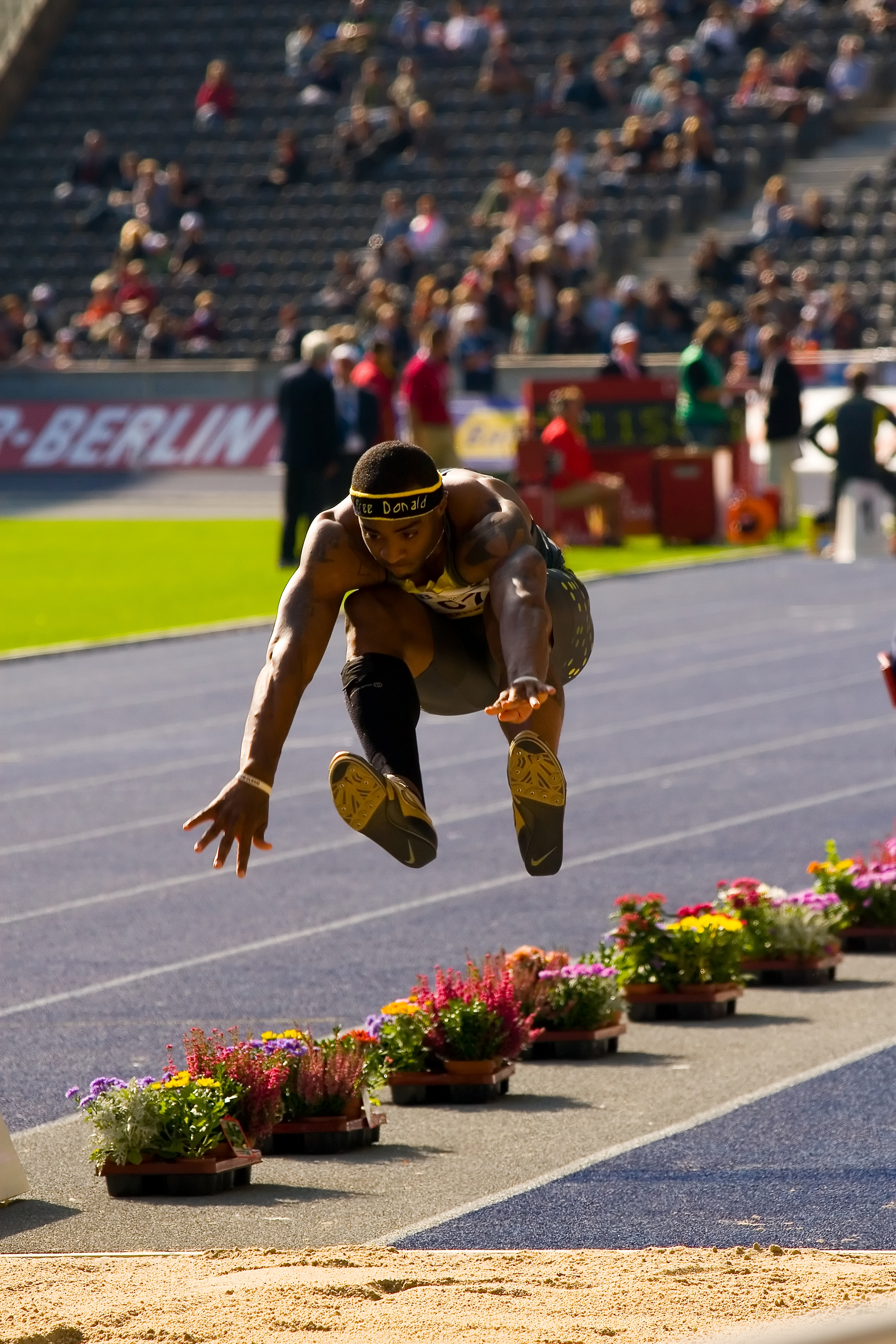
Walter Davis beim ISTAF Berlin 2007

Walter Davis (* 2. Juli 1979 in Lafayette, Louisiana) ist ein US-amerikanischer Leichtathlet, der Weltmeister (2005) im Dreisprung wurde und auch ein guter Weitspringer ist.
Bei den Olympischen Spielen 2000 in Sydney nahm Walter Davis nahm zum ersten Mal an einem internationalen Höhepunkt teil. Hier wurde er mit einer Weite von 16,61 m Elfter. Er hatte sich bei den US-Olympic-Trials auch für den Weitsprung als Dritter qualifiziert, trat jedoch nur im Dreisprung in Sydney an. Ein Jahr später bei den Weltmeisterschaften 2001 in Edmonton wurde er mit 17,20 m bereits Fünfter der Dreisprung-Konkurrenz.
2002 wurde er erstmals US-amerikanischer Meister im Dreisprung mit einer Weite von 17,59 m, ein Jahr später konnte er mit 8,24 m auch US-amerikanischer Meister im Weitsprung werden. Bei den Weltmeisterschaften 2003 in Paris trat er dann auch erstmals bei einem internationalen Wettbewerb in beiden Konkurrenzen an, was jedoch eher negativen Einfluss auf seine Leistungen hatte. Im Weitsprung wurde er mit 8,02 m Siebter, im Dreisprung konnte er das Finale mit 16,60 m nicht erreichen.
2004 machte er diesen Fehler erneut und startete, nachdem er die Dreisprung-US-Trials mit einer ausgezeichneten Weite von 17,63 m als Zweiter beendet hatte, bei den Olympischen Spielen in Athen wieder in beiden Wettbewerben. Den Dreisprungwettbewerb beendete er mit 16,78 m als Elfter und im Weitsprung erreichte er mit 7,80 m das Finale nicht.
2005 wurde er erneut US-amerikanischer Dreisprungmeister und Vierter bei den Weitspringern. Bei den Weltmeisterschaften 2005 in Helsinki startete er deshalb nur bei den Dreispringern und wurde mit 17,57 m Weltmeister. Er profitierte davon, dass Olympiasieger Christian Olsson aus Schweden verletzt fehlte und Marian Oprea aus Rumänien nicht an seine Weltjahresbestleistung von 17,81 m anknüpfen konnte und die Bronzemedaille gewann.
2007 wurde er bei den Weltmeisterschaften 2007 in Osaka mit 17,33 Meter Dritter.
Zwischen Juli 2012 und Juli 2013 wurde Davis bei drei Dopingkontrollen nicht angetroffen und deswegen für ein Jahr gesperrt.
Walter Davis hat bei einer Größe von 1,88 m ein Wettkampfgewicht von 83 kg.

## Persönliche Bestleistungen (Stand: Juli 2007)
- Weitsprung – 8,36 m (2007)
- Dreisprung – 17,71 m (2006)